# Macruromys
Genre
Macruromys est un genre de rongeurs de la sous-famille des Murinés de Nouvelle-Guinée.

## Liste des espèces
Ce genre comprend les espèces suivantes :
- Macruromys elegans Stein, 1933
- Macruromys major Ruemmler, 1935

## Publication originale
(en) Georg Stein (de), « Weitere Mitteilungen zur Systematik papuanischer Sauger », Zeitschrift fuer Saugetierkunde, Berlin, vol. 8,‎ 1933, p. 87-95 (lire en ligne, consulté le 18 mars 2019).